# 가미사토촌 (지바현)
가미사토촌(神里村)은 지바현 가토리군에 일찍이 존재했던 촌이다.

## 지리
- 현재 가토리시의 동부, 구 오미가와정의 남서부에 위치한다.
- 촌 지역은 고원과 평지가 뒤섞인 골짜기가 많은 지형이다.

## 역사
- 1889년 4월 1일 - 정촌제 시행에 수반해 가토리군 가미사토촌이 성립하였다.
- 1951년 4월 1일 - 가미사토촌은 오미가와정, 도요우라정, 모리야마촌과 합병해 새로운 오미가와정을 신설해, 동일 가미사토촌은 폐지되었다.
- 2006년 3월 27일 - 오미가와정이 사와라정, 야마다정, 구리모토정과 합병해 가토리시를 신설해 동일 오미가와정은 폐지되었다.

## 인구
| 1891년 | 2,717 |
| 1903년 | 3,046 |
| 1920년 | 2,286 |
| 1930년 | 3,629 |
| 1940년 | 3,855 |
| 1956년 | 4,783 |

## 참고문헌
- 角川日本地名大辞典編纂委員会『角川日本地名大辞典 12 千葉県』、角川書店、1984年 ISBN 4040011201